# Армянская мифология
Армянская мифология — комплекс мифологических сюжетов, образов и верований Древней Армении. Её истоки уходят к мифологиям и верованиям племён, населявших Армянское нагорье в II—I тыс. до н. э. Армянская мифология в основном сохранилась в эпическом фольклоре. Также в античных и средневековых армянских трудах сохранились краткие тексты, формулы и имена древнеармянских богов.

## Основы религии
Важнейшим сакральным центром Великой Армении являлась область Высокая Армения, на территории бывшей страны Хайаса, где были расположены главные храмы отца всех дицев(богов) Арамазда, как и матери всех дицев и покровительницы Армении — Анаит. Там же была расположена древнейшая гробница армянских царей.
Неотъемлемой частью системы древнеармянской религии являлся культ предков-дюцазнов(дюцазн - богатырь. Буквально - сын бога), возглавляемых в качестве первопредка армянской нации Патриархом Хайком.

### Храмы и жречество
Возведение храмов и других святилищ в древней Армении приобретало широкие масштабы особенно в условиях развитого государства. Как святилища — храм («тачар»), капище («мехьян»), багин («бога обиталище»), так и служители культа — жрецы («к’урм»), находились под покровительством государства. Места культа представляли собой общину с определённой иерархией служителей и с хозяйством. Храмы и жречество были тесно связаны с государством. В древней Армении они являлись духовной опорой царской власти, и цари дарили храмам большие земельные владения, а также значительное число иеродулов — «храмовых земледельцев», труд которых широко применялся в храмовом хозяйстве.
Каждый храм, судя по сведениям из армянских средневековых источников, был посвящён определённому божеству или же божественной паре.
В процессе выдвижения жречества как отдельного слоя общества оно превратилось в иерархическую организацию, в которой ведущую роль играла верхушка. Тигран Великий сам выполнял обязанности жреца в одном из Анаитских храмов. Трдат I тоже являлся жрецом. Царь Ерванд, построив город Багаран, назначил там верховным жрецом своего брата Ерваза. Часто жрец-правитель становился нахараром или же целый нахарарский род считался служителем культа того или иного дица; служением Ваагну занимался особый жреческо-нахарарский род Вахуни.
Сосредоточение в руках жречества руководства всей культовой жизнью страны необычайно повышало его авторитет в государстве и в широких слоях народа. Культовые функции жречества были весьма разнообразны. Все наиболее значительные праздники общегосударственного характера совершались под руководством жрецов, при скоплении огромного числа населения из окрестных и отдаленных городов и сел.
Жречество оказывало большое влияние на все стороны духовной жизни: развитие искусства, научных знаний и литературы. Будучи институтами классового общества, храмы являлись очагами культуры, господствовали в области идеологии в древнеармянском государстве.
Жречество, основываясь на идущем из глубин тысячелетий опыте, разработало целую систему религиозно-мифологических представлений, связанных с общегосударственными культами, установило генеалогию дицев и дицуи пантеона, как выражение единства и родства всех регионов и этнических групп объединённого государства.

## Источники по армянской мифологии

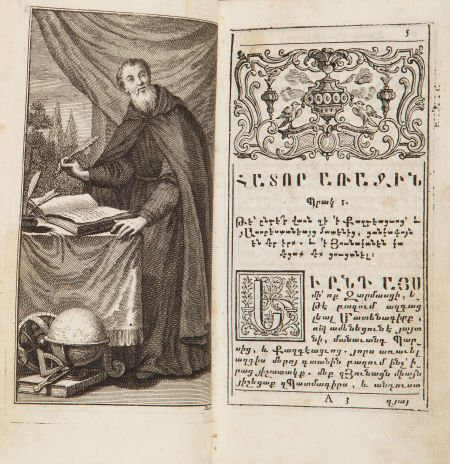
Страница из «Истории Армении» Мовсеса Хоренаци

## Основные черты древнеармянской мифологии

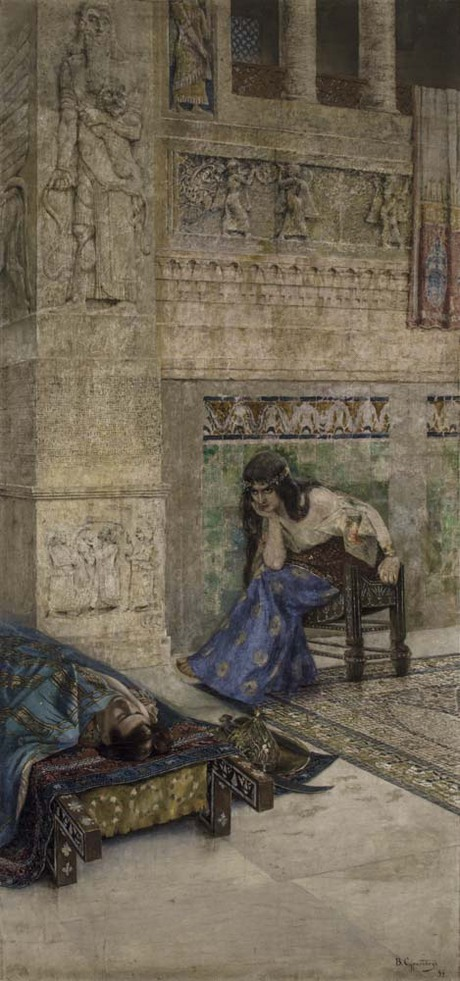
«Ара Прекрасный и Шамирам», Вардгес Суренянц (1899 г.)

### Анаит

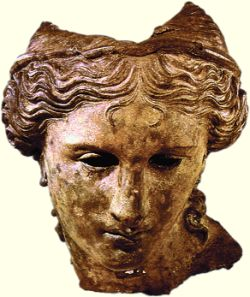
Бронзовая голова богини Анаит из Саталы (Малая Армения)

### Ваагн

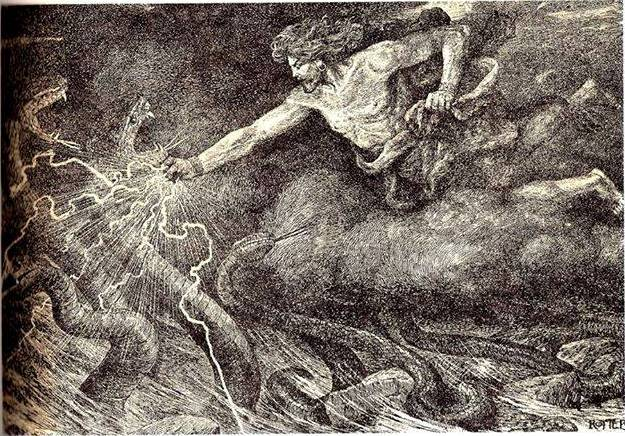
Ваагн Драконоборец

### Тотемизм

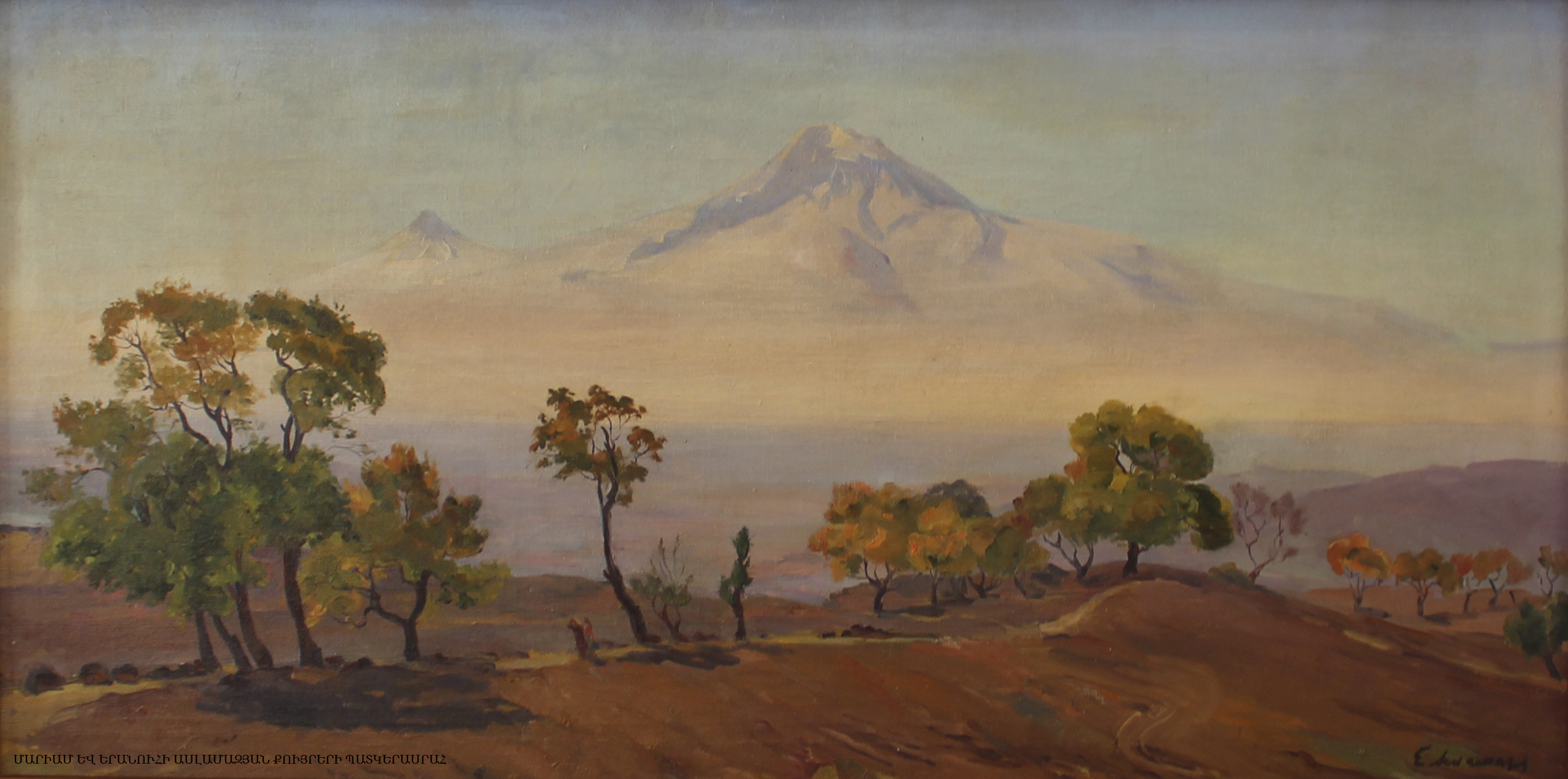
Священная гора Масис (Арарат)

## Этногонический миф

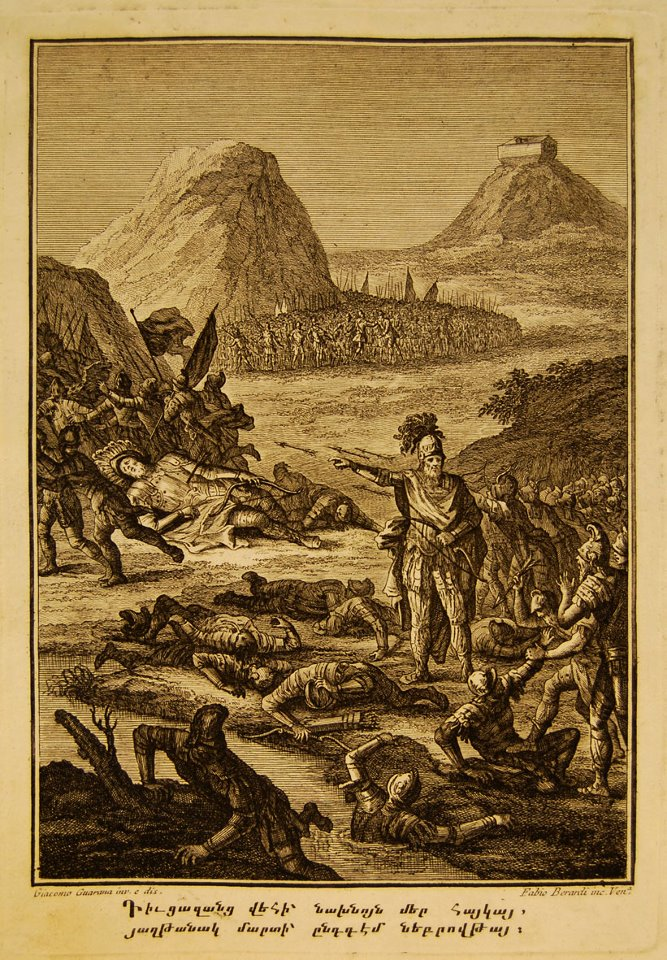
Битва Хайка и вавилонского титана Бэла, XVIII в.